# Myrthe van der Meer
Myrthe van der Meer (pseudoniem; Den Bosch, 1 maart 1983) is een Nederlandse schrijfster.

## Achtergrond
Van der Meer groeide op in Den Bosch, waar ze in 2000 de middelbare school (voorbereidend wetenschappelijk onderwijs) afrondde. Daarop volgde een studie archeologie aan de Universiteit van Amsterdam. Toen ze in 2007 haar master redacteur aan diezelfde universiteit had behaald werkte ze twee jaar bij een non-fictie-uitgeverij in Utrecht. Haar hele leven is ze op zoek naar een verklaring voor haar (minder) geestelijk welbevinden. Ervaringen met diagnoses, therapie enzovoort legde ze vast in haar boeken.

## Boeken

### PAAZ
In de periode waarin ze voor de uitgeverij werkte kreeg Van der Meer een burn-out, die noopte tot een vijf maanden durende behandeling op een Psychiatrische Afdeling Algemeen Ziekenhuis (PAAZ). Over deze ervaring schreef zij haar debuut PAAZ, waarin hoofdpersoon Emma wordt opgenomen op een PAAZ. In het boek wordt de wereld van de psychiatrie van binnenuit beschreven.
PAAZ werd genomineerd voor de Dioraphte Jongerenliteratuur Prijs en kreeg zowel de juryprijs als de publieksprijs van de Psyche Mediaprijs 2013. Ook ontving Van der Meer voor het boek de VIVA400-Award 2013 in de categorie Creatief. Het boek werd vertaald in het Duits (2015) als Tiefdruckgebiet: wie ich meine Depression in den Griff bekam. PAAZ werd bewerkt voor theater door actrice Yora Rienstra. De solovoorstelling speelde van januari tot en met mei 2017 in ruim 65 theaters en enkele keren bij GGZ-instellingen. In 2025 waren er 130.000 exemplaren van verkocht. Tussen 2022 en 2024 herschreef Van der Meer PAAZ naar een filmscenario; de film (verwacht in voorjaar 2026) wordt geschoten door Anne de Clerq en Eva Aben met een hoofdrol voor Gaite Jansen.
In december 2014 was Van der Meer te gast in het VPRO-televisieprogramma 24 uur met... bij Theo Maassen (seizoen 9).

### NaPAAZ
In 2015 kreeg PAAZ een vervolg, in de vorm van UP, waarvan 50.000 exemplaren verkocht werden. Hierin krijgt de hoofdpersoon Emma de diagnose Bipolaire stoornis ('manisch depressief').
In mei 2025 volgde De wetten van Alex (een zoö-archeologe). De schrijfster kreeg in 2012 een nieuwe diagnose, autisme. Die diagnose past volgens Van der Meer ook het best bij haar leven. Van der Meer werkte zeven jaar aan het verhaal, waarin ze de stigma's van autisme bestrijdt en tevens beschrijft hoe haar leven als autist is. Ze constateerde daarbij ook dat schrijven als autist over autisme niet meeviel, mee speelde dat ze zich zelf geen autist voelde in de voorafgaande jaren.

## Bestseller 60
| Boeken met noteringen in de Nederlandse Bestseller 60 | Jaar van verschijnen | Datum van binnenkomst | Hoogste positie | Aantal weken | Opmerkingen |
| ----------------------------------------------------- | -------------------- | --------------------- | --------------- | ------------ | ----------- |
| PAAZ                                                  | 2012                 | 14-11-2012            | 8               | 45           |             |
| UP                                                    | 2015                 | 04-03-2015            | 7               | 11           |             |
| Het houden van mannen                                 | 2017                 | 24-04-2017            | 15              | 5            |             |
| De wetten van Alex                                    | 2025                 | 04-06-2025            | 32              | 1            |             |

- Digitale Bibliotheek voor de Nederlandse Letteren: meer282
- Gemeinsame Normdatei: 105283177X
- International Standard Name Identifier: 0000 0003 9655 7657
- Nederlandse Thesaurus van Auteursnamen: 346020727
- Virtual International Authority File: 309603884
- WorldCat: E39PBJcwFhC4CRTMhkxXYbMByd